# Busto de granito de Ramsés II

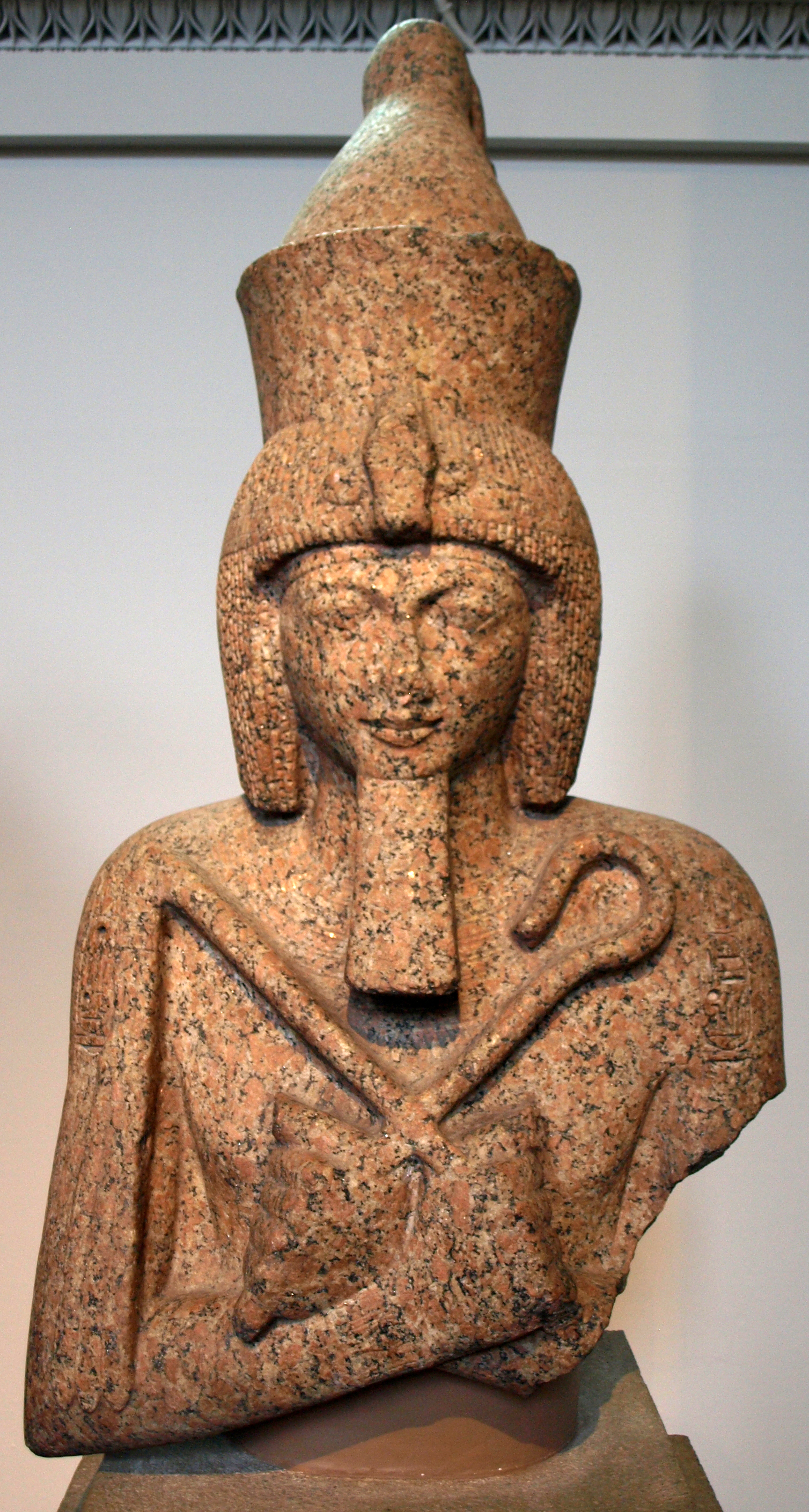
Busto de granito de Ramsés II en el Museo Británico.

El busto de granito de Ramsés II es la parte superior de una escultura tallada hacia el año 1250 a. C., en época de la Dinastía XIX de Egipto.

## Hallazgo e historia
La escultura procede del templo dedicado a Jnum "El que modela", que fue un dios creador en la mitología egipcia, originalmente dios del agua, y representa a Usermaatra Setepenra - Ramsés Meriamón, conocido como Ramsés II, tercer faraón de la Dinastía XIX de Egipto, que gobernó unos 66 años en el siglo XIII a. C., de c. 1279 a 1213 a. C. (cronología según Helck, von Beckerath, Shaw, Kitchen, Krauss y Málek).
El templo estaba situado en el extremo sur de la Isla Elefantina, ubicada en el río Nilo, contigua a la primera catarata, frente a la moderna ciudad de Asuán, y que mide 1360 m de longitud por 780 m de anchura.

## Conservación
- La figura se exhibe de forma permanente en el Museo Británico después de ser donada al mismo en el año 1840 por W. R. Hamilton.

## Características
- Estilo: arte egipcio.
- Material: granito.
- Altura: 142 centímetros.